# Cymbopetalum lanugipetalum
Cymbopetalum lanugipetalum Schery – gatunek rośliny z rodziny flaszowcowatych (Annonaceae Juss.). Występuje naturalnie w Kostaryce, Panamie oraz Kolumbii. 

## Morfologia
PokrójZimozielone drzewo lub krzew dorastające do 1–5 m wysokości.
LiścieMają kształt od eliptycznego do lancetowatego. Mierzą 6,2–37 cm długości oraz 2–11 cm szerokości. Nasada liścia jest rozwarta. Liść na brzegu jest całobrzegi. Wierzchołek jest spiczasty. Ogonek liściowy jest owłosiony i dorasta do 1–3 mm długości.
KwiatyZebrane w pęczkach. Rozwijają się w kątach pędów. Działki kielicha mają owalny kształt i dorastają do 3–6 mm długości. Płatki mają kształt od podłużnego do owalnego i osiągają do 15–21 mm długości. Kwiaty mają 20–35 słupków.
OwocePojedyncze, osadzone na szypułkach. Osiągają 10–40 mm długości.

## Biologia i ekologia
Rośnie w lasach. Występuje na wysokości do 900 m n.p.m.